# Verano de Escándalo (2019)
Verano de Escándalo 2019 fue la vigésima edición del Verano de Escándalo, un evento pago por visión de lucha libre profesional producido por Lucha Libre AAA Worldwide. Tuvo lugar el 16 de junio de 2019 desde el Poliforum Zamná en Mérida, Yucatán.
El evento contó con la presencia de los luchadores de All Elite Wrestling (AEW) y de Impact Wrestling (IW): Matt Jackson, Nick Jackson, Sammy Guevara, Killer Kross, Fénix, Pentagón Jr., Scarlett Bordeaux, Taya y Tessa Blanchard.

## Resultados
- Keyra derrotó a Lady Shani (c) y Chik Tormenta y ganó el Campeonato Reina de Reinas de AAA.
  - Keyra cubrió a Shani después de un «Super Plex Bombazo».
  - Después de la lucha, Keyra y Tormenta se dieron la mano en señal de respeto.
- Faby Apache derrotó a El Hijo del Tirantes (con Chik Tormenta).
  - Apache cubrió a Tirantes después de una «Patada Voladora».
  - Antes de iniciar la lucha, Tirantes atacó a Apache.
  - Durante la lucha, Tormenta interfirió a favor de Tirantes.
  - Después de la lucha, Tirantes y Tormenta atacaron a Apache.
- Los Guardianes de la Lucha (Australian Suicide & Sammy Guevara) derrotaron a Las Fresas Salvajes (Mamba & Máximo).
  - Guevara cubrió a Mamba después de un «Estrella Fugaz».
- Laredo Kid y Taya derrotaron a Daga y Tessa Blanchard.
  - Kid cubrió a Daga después de un «Laredo Fly».
- Aero Star, Pagano y Puma King derrotaron a Chessman, Killer Kross y Monster Clown (con Scarlett Bordeaux).
  - King cubrió a Chessman después de un «Bombazo».
  - Durante la lucha, Bordeaux interfirió a favor de Chessman, Kross y Clown.
  - Durante la lucha, Star sufrió una lesión en el cuello.
  - Después de la lucha, Kross atacó a King, despojándole su máscara.
- El Hijo del Vikingo, La Parka y Myzteziz Jr. derrotaron a Los Mercenarios (La Hiedra, Rey Escorpión & El Texano Jr.).
  - Vikingo cubrió a Escorpión después de un «450 Splash».
- Lucha Brothers (Fénix & Pentagón Jr.) derrotaron a The Young Bucks (Matt Jackson & Nick Jackson) y ganaron el Campeonato Mundial en Parejas de AAA.
  - Pentagón cubrió a Nick después de un «Fear Factor».
- Psycho Clown y Rey Wagner derrotaron a Blue Demon Jr. y Taurus.
  - Wagner cubrió a Demon después de un «Wagner Driver».